# Honda XL500

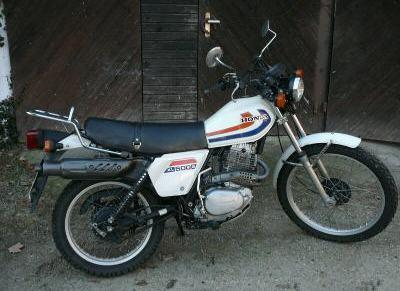
XL500 SZ: die Ur-XL, Baujahr 1979, keramikweiß

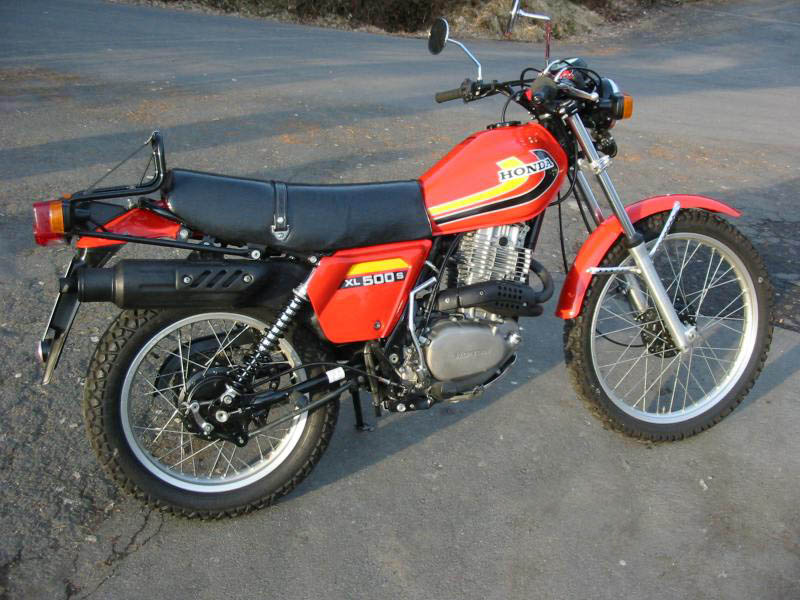
XL500 SZ: die Ur-XL, Baujahr 1979, tahitian red

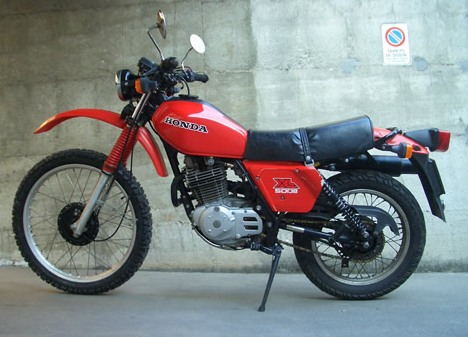
XL500 SA: Baujahr 1980, heliosrot

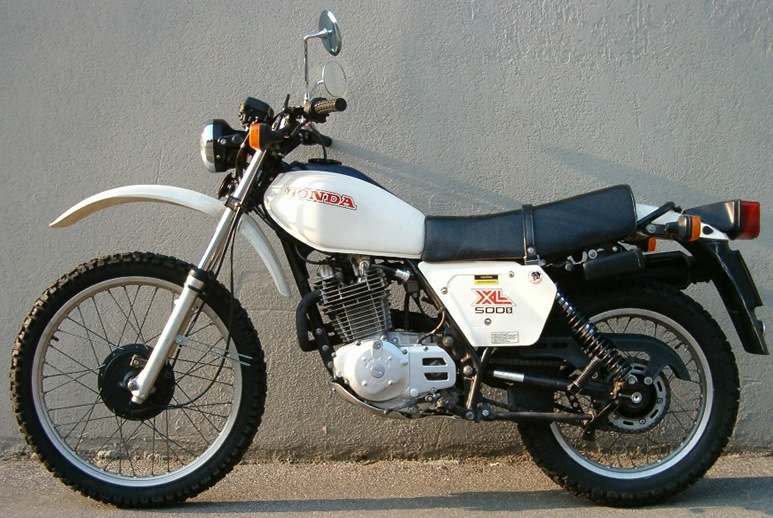
XL500 SA: Baujahr 1980, keramikweiß

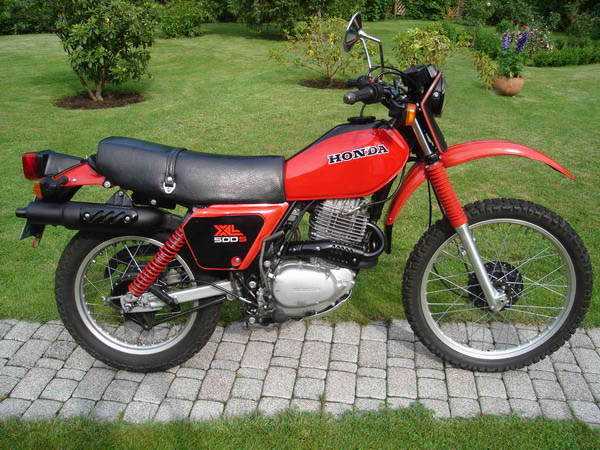
XL500 SB: Baujahr 1981, monzarot

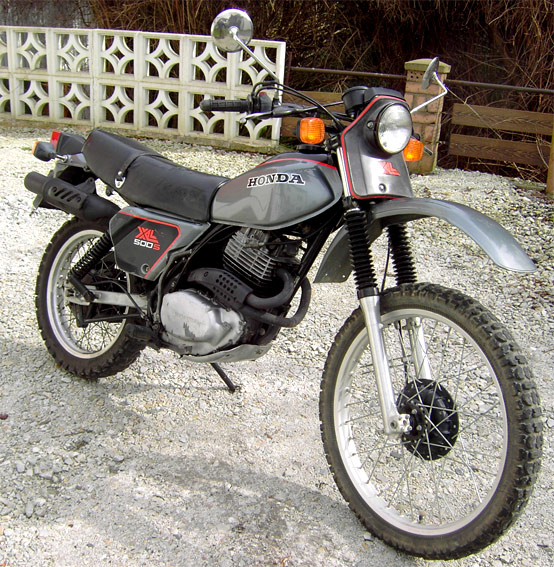
XL500 SB: Baujahr 1981, metallischsilber

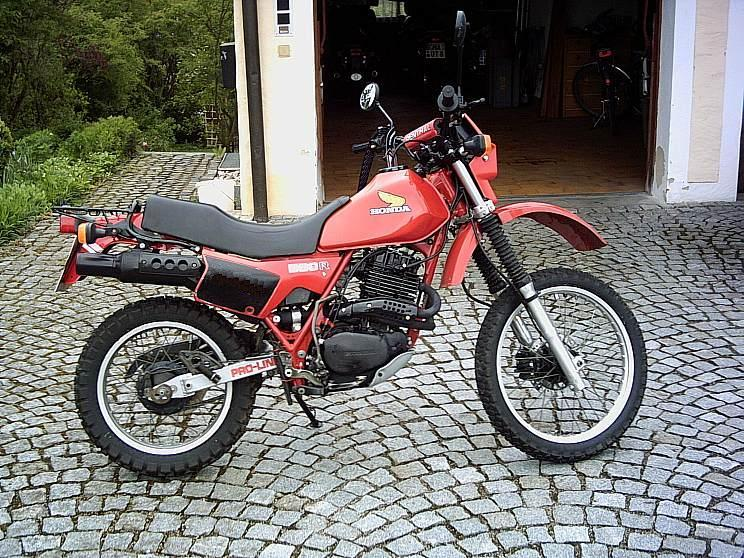
XL500 R: modernes Monoshock-Fahrwerk, ab 1982, monzarot

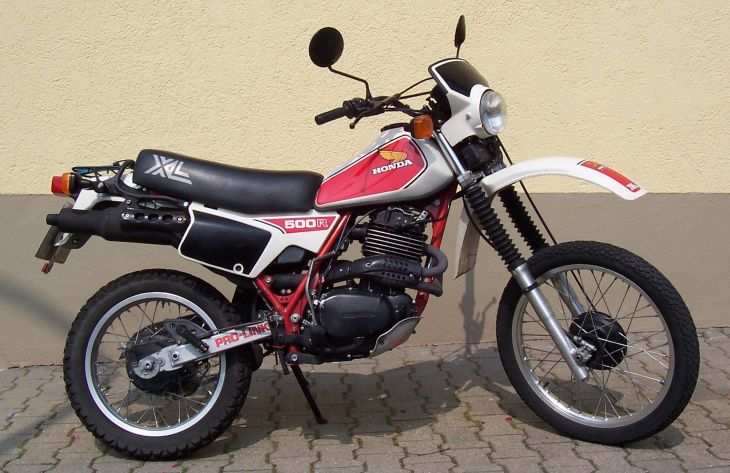
XL500 R: modernes Monoshock-Fahrwerk, ab 1982, keramikweiß

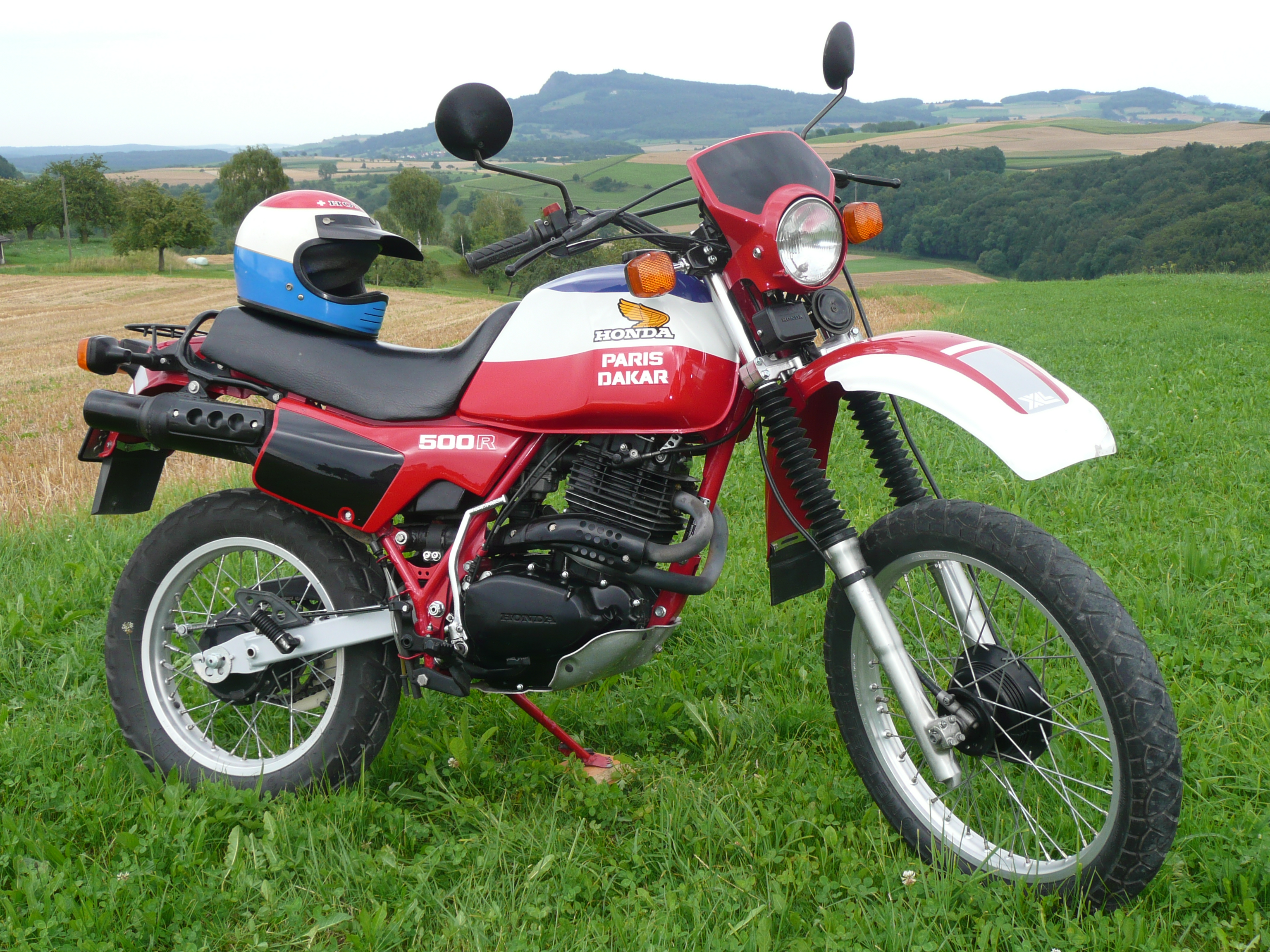
XL500 R: Sonderedition 1982 Modell Paris Dakar

Das Enduromodell Honda XL500 wurde ab 1979 bis 1981 als  XL500S hergestellt und weltweit vertrieben. Von 1982 bis 1984 wurde das modifizierte Modell XL500R angeboten.

## Modellgeschichte
Diese Ausführung wurde als direkte Konkurrenz zur Yamaha XT500 auf den Markt gebracht, um den Ende der 1970er Jahre immer größer werdenden Enduro-, Offroad- und Fernreise-Markt zu bedienen. Drei Jahre benötigte Honda, um ein vergleichbares Enduro-Konzept zu realisieren, nachdem Yamaha mit der Präsentation der XT500 anno 1975 in Las Vegas einen Überraschungs-Coup gelandet hatte.
Mit technisch ausgefallenen Lösungen und einem fortschrittlicheren Vierventil-Motor sollte der relativ einfach konstruierten XT500 die Marktführerschaft streitig gemacht werden. Dies gelang insoweit, als die XL500 bald Vergleichstests für sich entscheiden konnte (z. B. Zeitschrift Motorrad 12/1979 oder 10/1982).
Auch nach Stückzahlen bot die XL dem Rivalen erfolgreich Paroli: Auf 20.264 von 1976 bis 1984 in Deutschland zugelassene XT500 kamen 20.190 Exemplare der XL500 (1979 bis 1984). Trotzdem: Eine treue XT-Anhängerschar sorgte nicht nur dafür, dass Yamahas Ur-Enduro länger (bis 1989) gebaut wurde, sondern auch zum Kult-Motorrad wurde. Die XL500S blieb zusammen mit der kleinen Schwester (XL250S) das einzige straßenzugelassene Motorrad, das serienmäßig mit einem 23-Zoll-Vorderrad unterwegs war. Diese Radgröße ist sonst nur bei Speedwaymaschinen üblich.
Für den US-Markt brachte Honda gleichzeitig die sportlichere Modellvariante XR500 heraus, die sich durch Solositzbank mit Werkzeugtasche, tiefer Lampenmaske, Rundtacho, einklappbaren Fußbrems- und Ganghebel, längeren Federwegen und geringfügig höherer Motorleistung auszeichnete. Wie für Sportmaschinen üblich, fehlten unter anderem eine Batterie (Akku), Drehzahlmesser und Zündschloss. Der rechteckige in der Frontmaske integrierte Scheinwerfer (6 V, 25/25W) genügte nur den Ansprüchen von Zulassungsvorschriften. Ein beachtlicher sportlicher Erfolg gelang mit dem Gewinn der Rallye Dakar 1982.
Die XL500 wurde in zwei Baureihen gebaut:

### XL500S
Ab 1979 die XL500S (interner Code (V.I.N.): PD01), zu erkennen an:
- Hinterradschwinge mit zwei Federbeinen (Stereodämpfung)
- 23-Zoll-Vorderrad
- 18-Zoll-Hinterrad
- 6-Volt-Lichtmaschine
- Simplex-Trommelbremse vorne

Von dem S-Modell gab es wiederum drei Varianten:
- Die 1979 gebaute XL500 SZ, die man am unverkleideten runden Vorderlicht mit Chromring, dem nierenförmigen Tacho (ohne Drehzahlmesser), dem alufarbenen Motor, der kleineren Vorderradbremse, Tankdekor mit Streifen, verchromter Kickstarter sowie der schwarzen Stahl-Rundschwinge erkennt. Als Grundfarben waren Keramikweiß (Code NH-24) und Tahitian red (Code R-23) Rahmen und Schwinge in Schwarz (Code NH-1) lieferbar.
- Die 1980 gebaute SA unterscheidet sich von der SZ durch den als Option hohen Frontkotflügel, die größere Vorderradbremse, einer schwarzen unteren Gabelbrücke aus Stahl, einem Kickstarter in schwarz (brüniert) sowie durch ein anderes Dekor (ohne Streifen). Grundfarben waren Keramikweiß (Code NH-24) und Heliosrot (Code R-33) Rest wie das 1979er Modell.
- 1981 erfolgten mit dem Modell SB größere Änderungen im optischen Erscheinungsbild: Die alufarbene Vierkantstahl-Kastenschwinge (Code NH-35-M, Metallic silber), ein geänderter Auspuff-Endtopf ohne Vorkammer, der mit einem Plastikschild nach unten verkleidete runde Scheinwerfer und das mit einem Drehzahlmesser komplettierte Cockpit sorgen neben der geänderten Aufnahme für die Frontblinker (direkt am Lenker) für eine leichte Identifizierung. Farben in Metallischsilber (Code NH-110 M-U) und Monzarot (Code R-110).

### XL500R
Ab 1982 die XL500R (interner Code (V.I.N.): PD02), zu erkennen an:
- schwarz lackiertem Motor
- Hinterradschwinge in Metallic silber (Code NH-35-M) mit Zentralfederbein (Pro-Link) und progressiver Dämpfung durch Umlenkhebel
- 21 Zoll Vorderrad
- 17 Zoll Hinterrad
- 12 Volt Bordnetz
- Doppelnocken- bzw. Duplex-Trommelbremse im Vorderrad, die aber bereits 1982 als veraltet galt
- Manueller Dekompressionshebel links am Lenker
- Vergaser mit Beschleunigungspumpe
- Farbgebung: Monzarot (Code R-110); Keramikweiß (Code NH-24); Pleidessilver (Code NH-104 M-U)

In einer Sonderserie wurde 1982 die XL500 R Paris Dakar gefertigt. Hauptunterschied ist der langstreckentaugliche Tank mit 21 Liter Fassungsvermögen und die Farbgebung in Monzarot (Code R-110); Keramikweiß (Code NH-24); Dakarblau (Code PB-200).
Eine absolute Rarität stellt wohl die 1985 und 1986 für den österreichischen Markt hergestellte PD05 mit 500 cm³ (basierend auf dem 589 cm³ RFVC-Motor) dar.
Als Nachfolgemodell kam ab 1983 die komplett neukonstruierte XL600 mit 589 cm³ Hubraum auf den Markt. Hauptmerkmale waren höhere Leistung, radial angeordnete Ventile RFVC (Radial Four Valve Combustion), Registervergaser, Scheibenbremse vorne und H4-Scheinwerfer.

## Technik
In beiden Modellen arbeitet der nahezu baugleiche luftgekühlte 4-Takt-Einzylinder-Motor mit 498 cm³, der es auf 33 PS (24 kW) brachte. Aufgrund der damals geltenden Versicherungsklassen kamen beide Modelle in Deutschland jedoch nur gedrosselt mit 27 PS (20 kW) auf den Markt. Dies wurde durch zwei Staubleche im Auspuffkrümmer vorgenommen. Eine Freigabe für die ungedrosselte Version gibt es in Deutschland nicht.
Der Kolben läuft in einem Aluminiumzylinder mit Graugusslaufbuchse. Vier dachförmig angeordnete Ventile, die von einer oben liegenden Nockenwelle (SOHC) über gegabelte Kipphebel betätigt werden, sorgen für den Gaswechsel. Zwei kettengetriebene Wellen mit zwei (PD01) oder drei (PD02) Ausgleichsgewichten mindern die Vibrationen. Die Kraft wird über ein Fünfganggetriebe an die Sekundärkette übertragen. Die Motorschmierung ist als offener Kreislauf mit einer Nasssumpfschmierung ohne Ölfilter ausgeführt. Der Motor wird per Kickstarter gestartet, dies wird durch einen automatischen Dekompressionsmechanismus (R-Modell mit zusätzlichem Handdekohebel) erleichtert.
Die größte Schwachstelle des Motors ist die in der Trennfläche zwischen Zylinderkopfdeckel und Zylinderkopf gleitgelagerte Nockenwelle. Die Konstruktion, bei der auf jegliche Lagerschalen verzichtet wurde, erwies sich als sehr empfindlich gegenüber Ölmangel.

## Technische Daten
| Gesamtlänge              | 2200 mm                                  | 2155 mm                                  |                                          |                                          |
| Gesamtbreite             | 865 mm                                   | 865 mm                                   | 865 mm                                   | 865 mm                                   |
| Gesamthöhe               | 1185 mm                                  | 1260 mm                                  |                                          |                                          |
| Radstand                 | 1405 mm                                  | 1405 mm                                  | 1405 mm                                  | 1405 mm                                  |
| Sitzhöhe                 | 860 mm                                   | 895 mm                                   |                                          |                                          |
| Bodenfreiheit            | 260 mm                                   | 270 mm                                   |                                          |                                          |
| Gewicht                  | Trockengewicht 129 kg Leergewicht 142 kg | Trockengewicht 129 kg Leergewicht 142 kg | Trockengewicht 129 kg Leergewicht 142 kg | Trockengewicht 129 kg Leergewicht 142 kg |
| zulässiges Gesamtgewicht | 313 kg                                   | 313 kg                                   | 313 kg                                   | 313 kg                                   |
| Kraftstofftank           | 10 l / 2 l Reserve                       | 10 l / 2 l Reserve                       | 10 l / 2 l Reserve                       | 10 l / 2 l Reserve                       |

| Rahmenart                   | Diamant-Einrohrrahmen unten offen | Diamant-Einrohrrahmen unten offen                                 | Diamant-Einrohrrahmen unten offen | Diamant-Einrohrrahmen unten offen |
| Lenkkopfwinkel              | 61,5 Grad                         | 61,0 Grad                                                         |                                   |                                   |
| Lenkkopflager               | Axial-Rillenkugellager            | Kegelrollenlager D 26 × d 47 × h 15 mm                            |                                   |                                   |
| Nachlauf                    | 138 mm                            | 118 mm                                                            |                                   |                                   |
| Vorderrad Gabel             | Hydraulische Gabel                | Luftunterstützte Gabel Standardluftdruck 0-20 kPa, (0-0,2 kg/cm²) |                                   |                                   |
| Gabelölfüllmenge (pro Rohr) | 190 cm³                           | 378,5 cm³                                                         |                                   |                                   |
| Gabelrohr Durchmesser       | 35 mm                             | 37 mm                                                             |                                   |                                   |
| Federweg vorne              | 204 mm                            | 215 mm                                                            |                                   |                                   |
| Federweg hinten             | Schwinge 178 mm                   | Pro-Link 190 mm                                                   |                                   |                                   |
| Schwingenlager              | Gleitlager in Kunststoffbuchse    | Nadellager D 26 × d 20 × h 20 mm                                  |                                   |                                   |

- Lenkkopflager (S-Modell) umrüstbar auf Kegelrollenlager oben: 48,5 × 26 × 15 mm, unten 48,5 × 27 × 17,9 mm

| Rahmennummern von … bis       | Modell (Jahr)     | Anmerkungen                 |
| ----------------------------- | ----------------- | --------------------------- |
| PD01-5000009 ··· PD01-5007977 | XL500SZ (1979)    | CM – Kanada                 |
| PD01-5000063 ··· PD01-5008837 | XL500SZ           | E – England                 |
| PD01-5002988 ··· PD01-5012707 | XL500SZ           | B – Belgien                 |
| PD01-5004928 ··· PD01-5012702 | XL500SZ           | F – Frankreich              |
| PD01-5008838 ··· PD01-5010467 | XL500SZ           | ED – Europa                 |
| PD01-3000006 ··· PD01-3003911 | XL500SZ           | 2G – Deutschland            |
| PD01-5106476 ··· PD01-5112135 | XL500SA (1980)    | ED – Europa                 |
| PD01-3100003 ··· PD01-3102202 | XL500SA           | 2G – Deutschland            |
| PD01-5200023 ··· PD01-5208188 | XL500SB (1981)    | ED – Europa                 |
| PD01-3200004 ··· PD01-3205349 | XL500SB           | 2G – Deutschland            |
| PD02-3000001 ···              | XL500RC 2G (1982) | 2G – Deutschland            |
| PD02-5000007 ···              | XL500RC G (1982)  | ED – Europa G – Deutschland |

| Bremsen   | Trommelbremse vorne Ø mm | Trommelbremse hinten Ø mm |
| --------- | ------------------------ | ------------------------- |
| SZ (1979) | 130                      | 130                       |
| SA (1980) | 130/140                  | 140                       |
| SB (1981) | 140/160                  | 140                       |
| RC (1982) | 160                      | 130                       |

| Bereifung/Felgen   | XL500S                                                   | XL500R                                                   |
| ------------------ | -------------------------------------------------------- | -------------------------------------------------------- |
| Bereifung vorne    | 3.00-23                                                  | 3.00-21                                                  |
| Bereifung hinten   | 4.60-18                                                  | 4.60-17                                                  |
| Felge vorne        | 1.6-23                                                   | 1.6-21                                                   |
| Felge hinten       | 2.15-18                                                  | 2.15-17                                                  |
| Reifendruck vorne  | solo / sozius 1,5 kg/cm² (1,47 bar)                      | solo / sozius 1,5 kg/cm² (1,47 bar)                      |
| Reifendruck hinten | solo 1,5 kg/cm² (1,47 bar) sozius 1,75 kg/cm² (1,71 bar) | solo 1,5 kg/cm² (1,47 bar) sozius 1,75 kg/cm² (1,71 bar) |

### Motor
- Bauart: luftgekühlter 4-Takt-Benzin-Ottomotor
- Zylinderanordnung: Einzylinder, 15° Neigung
- Bohrung und Hub: 89 mm × 80 mm
- Hubraum: 498 cm³
- Verdichtungsverhältnis: 8,6:1
- Zylinderkompression: 1125,8 kPa (12,5 kg/cm²)
- Ventiltrieb: 4 Ventile über Steuerkette und einer obenliegenden Nockenwelle (SOHC) via zwei Kipphebel betätigt
- Max. Leistung: 24,3 kW (33 PS) bei 6500/min.; BRD Version 19,8 kW (27 PS) bei 5250/min.
- Max. Drehmoment: 40,6 Nm bei 5000/min.; BRD Version 39 Nm bei 5000/min.
- Schmiersystem: Nasssumpf-Druckumlaufschmierung
- Ölmenge: 2,0 Liter (Ölwechsel 1,5 Liter; Totalrevision 2,0 Liter)
- Ölstandskontrolle: Ölmessstab nur aufgesetzt, nicht eingeschraubt. Lt. Honda soll das Öl-MAX-Level beim R-Modell ca. 7 mm über der MAX-Markierung liegen
- Anlasservorrichtung: Kickstarter mit automatischem Dekompressionsmechanismus

### Kraftübertragung
- Kupplung: Mehrscheiben-Ölbadkupplung
- Getriebe: 5-Gang
- Primäruntersetzung: 2,379 (69/29)
- 1. Gang: 2,462 (32/13); 2. Gang: 1,647 (28/17); 3. Gang: 1,250 (25/20); 4. Gang: 1,000 (23/23); 5. Gang: 0,840 (21/25)
- Enduntersetzung: S 2,785 (39/14); R 2,928 (41/15)
- Endantrieb: Rollenkette 520er (5/8″ × 1/4″); S 96 Glieder; R 100 Glieder

### Gemischaufbereitung
| Vergaser         | XL500S                                 | XL500R                                                          |
| ---------------- | -------------------------------------- | --------------------------------------------------------------- |
| Vergasertyp      | Kolbenschiebervergaser Durchlass 32 mm | Kolbenschiebervergaser Durchlass 32 mm mit Beschleunigungspumpe |
| Schwimmerhöhe    | 14,5 mm                                | 18,0 mm                                                         |
| Hauptdüse        | # 155                                  | # 130                                                           |
| Leerlaufdrehzahl | 1200 ± 100/min.                        | 1200 ± 100/min.                                                 |

Grundeinstellung der Vergasergemischschraube:
- SZ- und SA-Modell: 2 Umdrehungen von innen
- SB-Modell: 1¾ Umdrehungen von innen
- RC-Modell: 2¼ Umdrehungen von innen

### Elektrische Anlage
| Elektrik                          | XL500S                                    | XL500R                                                    |
| --------------------------------- | ----------------------------------------- | --------------------------------------------------------- |
| Scheinwerfer (Abblend-/Fernlicht) | 6 V 35/35 W Fassung BA 20 d               | 12 V 35/35 W Fassung BA 20 d                              |
| Rück-/Bremslicht                  | 6 V 5/21 W Fassung BAY 15 d               | 12 V 5/21 W Fassung BAY 15 d                              |
| Blinklicht (vorne/hinten)         | 6 V 21 W Fassung BA 15 s                  | 12 V 21 W Fassung BA 15 s                                 |
| Standlicht                        | 6 V 4 W Fassung BA 9 s                    | 12 V 4 W Fassung BA 9 s                                   |
| Tacho-/Tourenzählerbeleuchtung    | 6 V 2 W Fassung BA 9 s                    | 12 V 2 W Fassung BA 9 s                                   |
| Batteriekapazität (Akku)          | 6 V 4Ah                                   | 12 V 3Ah                                                  |
| Batterieladespannung/-strom       | 6 V max. 1,2 A                            | 12 V max. 0,3 A                                           |
| Wechselstromlichtmaschine         | 6 V 112 W bei 5000/min.                   | 12 V 196 W bei 5000/min.                                  |
| Ladedrehzahl                      | ab 1200/min.                              | ab 1200/min.                                              |
| Ladespannung                      | 7,0 V min. 2500/min. 9,0 V max. 8000/min. | 13,0 V min. 2500/min. ohne Regler > 30,0 V max. 3000/min. |
| Ladestrom                         | 1,8 A min. 2500/min. 4,0 A max. 8000/min. | 2,4 A min. 2500/min. 5,5 A max. 8000/min.                 |

- Zündanlage: kontaktlose C.D.I. (Kondensator-Entladungs-Zündung) Zündanlage
- Zündspule Widerstand: Primär Widerstand XL S/R 0.2-0.8 Ω, Sekundär Widerstand XL S/R 8-15 kΩ

| Zündzeitpunkt    | XL500S                       | XL500R                       |
| ---------------- | ---------------------------- | ---------------------------- |
| Anfangszündung   | 10 Grad vor OT bei 2250/min. | 10 Grad vor OT bei 1200/min. |
| Volle Vorzündung | 36 Grad vor OT ab 3500/min.  | 36 Grad vor OT ab 3500/min.  |